# Esteve Fusté i Subirats
Esteve Fusté i Subirats   (Tortosa, 1884 - Barcelona, 23 de juny de 1972) va ser un violinista, compositor i músic català. També va exercir de director d'orquestra.
Va començar els seus estudis musicals de la mà del seu pare i dels mestres de capella de la Catedral de Tortosa. Aviat es va traslladar a Barcelona i entrà al Conservatori del Liceu, on fou deixeble de Domènec Sánchez Deyà. Sent molt jove encara, va ocupar la plaça de violí concertino dels principals teatres de Barcelona. Entre 1907 i 1914 va realitzar una gira per l'estranger (interrompuda per la Primera Guerra Mundial), actuant a París, Lió, Bordeus, Dijon, Nimes, Berna… Va ser director de l'Orquestra Excelsior's Jazz. Posteriorment es va dedicar a la composició. Aconseguí un èxit amb la cançó Háblame de amores, premiada al concurs de la "Unión de Autores Andaluces", i enregistrada per dues figures com Conchita Supervia i Victòria dels Àngels. El 1965 va guanyar el segon premi per a nadales infantils amb lletra catalana, al concurs organitzat per Ràdio Nacional d'Espanya.

## Obra musical
- Háblame de amores (1950), amb lletra de Franco de Rioja (enregistrada)
- La nit de Nadal (1965), nadala amb lletra de Francesc Vila
- Pandereta andaluza (1932), amb lletra de Justino Ochoa (enregistrada)
- Passionera, sardana[3]
- Phrases dorées, vals per a quartet de corda
- Sérénade-Idylle (1927), per a piano o arpa, violí i violoncel
- Música lleugera: Sabor de España (1917, pasdoble amb lletra de Franco de Rioja); Morena y Sevillana (1926, pasdoble enregistrat); Córdoba (1928, pasdoble); En pensant à Schumann (1928); Iberia (1933, pasdoble); Sentimiento andaluz (1933, pasdoble); Belleza española (1936, pasdoble); Mecachís, que guapo soy (schotisch, 1940); Barcino (pasdoble); Ensueños vieneses (vals); El más castizo (schotisch); Quere gitano (pasdoble); Révélation (vals lent); Revoltosa (ranxera); Rioja; ¿Se marea Vd.? (schotisch); Sol de Triana (pasdoble amb lletra de Franco de Rioja); El vals de moda; Vuelve a España[4]

### Enregistraments
- Háblame de amores: Conchita Supervia. Háblame de amores.  Barcelona: Transcoeanic & Co, 1932?. («Reproducció».)
  - Victoria de los Ángeles (veu); Moore, Gerald (piano). Háblame de amores.  Barcelona: Gramófono Odeón, 1950. («Reproducció».)
  - Victoria de los Ángeles. The Art of Victoria de los Angeles, live & studio recordings, 1949-1955.  Istituto Discografico Italiano, 2005. DC
  - Orquesta Sinfónica de Barcelona. Fiesta andaluza.  Barcelona: Vergara, 1961. LP
- Mecachís, que guapo soy: Orquesta española Granada. Mecachís, que guapo soy.  Barcelona: Compañía del Gramófono Odeón, 1940.
- Morena y sevillana: Orquesta Demon's Jazz. Morena y sevillana.  Barcelona: Compañía del Gramófono, 1929. («Reproducció».)
- Pandereta andaluza: Conchita Supervia; Vallribera, Pere (piano). Pandereta andaluza.  Barcelona: Odeón, 1932.
- Sabor de España: Tani Scala et son Orchestre Espagnole. Sabor de España.  França: Odeon, 1959. («Reproducció».)